# Rebecca Chambers
Rebecca Chambers (レベッカ・チェンバース, Rebekka Chembāsu) è un personaggio immaginario e una dei protagonisti della serie di videogiochi Resident Evil della Capcom. Ha solamente 18 anni, (nel primo Resident Evil) e ciò la rende il membro più giovane della S.T.A.R.S., e per questo motivo, oltre che per la mancanza di esperienza, si trova piuttosto a disagio con gli altri membri. La sua grande intelligenza le ha permesso di laurearsi molto in fretta. È molto abile nel maneggiare sostanze chimiche e infatti è il medico della S.T.A.R.S.

## Biografia
Resident Evil Zero
La notte del 23 luglio 1998, dopo l'incidente all'elicottero del suo team, Rebecca incontra Billy Coen, un tenente dell'esercito americano condannato a morte con il quale dividerà l'avventura attraverso stanze e corridoi del Centro di Addestramento dell'Umbrella alla ricerca di aiuto. Eliminati i numerosi Zombi della prima villa, sconfitto Marcus e lasciando che Billy andasse per la sua strada, Rebecca raggiunge Villa Spencer al sorgere del sole.
Resident Evil
Trovando la villa completamente deserta, la giovane recluta si concede una pausa, finché durante la notte del 24 luglio non viene trovata dal suo compagno Richard Aiken. Insieme a lui si avventura nei meandri della magione, sino a fronteggiare il gigantesco serpente Yawn. Richard salverà la vita di Rebecca scansandola e offrendo il suo corpo alle fauci del serpente al posto del suo. Rebecca si asserraglia in una stanza e ci resta fino a quando non viene trovata dal membro della squadra Alpha Chris Redfield. Unitosi a lui e a Jill, riesce a scampare agli orrori della villa.
Tornata a Raccoon City dopo gli avvenimenti di Resident Evil, mette in scena la morte di Billy Coen scrivendone un rapporto, in modo da salvarlo dalla pena di morte, poi infine partirà in Europa con Barry Burton per trovare prove che colpevolizzeranno la Umbrella.
Resident Evil: Vendetta
Nel 2016 Rebecca, che ora ha trentasei anni, ha lasciato da tempo la vita dell'agente diventando una famosa e stimata ricercatrice all'Università di Chicago.
Quando compare un nuovo tipo di arma batteriologica, il Virus-A, sviluppato dal trafficante internazionale d'armi Glenn Arias per conto dei superstiti di Los Illuminados partendo dai campioni di Plagas, Rebecca riesce in poco tempo a produrre il vaccino, scoprendo nel frattempo che buona parte della popolazione della costa orientale è stata contagiata da uno dei tre ceppi del nuovo virus, diffuso attraverso l'acqua potabile estratta dalla regione dei Grandi Laghi.
Riunitasi a Chris Redfield, che la salva da un attacco bioterroristico alla sua stessa università, Rebecca si reca con lui in Montana per cercare l'aiuto di Leon S. Kennedy, ma viene rapita dagli uomini di Arias, che la vuole per sé in quanto molto somigliante alla sua defunta moglie, e portata a New York.
A seguito del suo rifiuto a prestarsi alla fantasia malata del suo rapitore, le viene iniettata una versione ancora più potente e concentrata di Virus-A, venendo però salvata all'ultimo da Leon e Chris che riescono a procurarle un ulteriore vaccino.

## Altri media
- Nel libro Resident Evil: Umbrella Cospiracy di S.D. Perry
- Nel libro Caliban Cove di S.D. Perry
- Nel libro Underworld di S.D. Perry
- Nel libro Zero Hour di S.D. Perry

## Curiosità
- Nell'originale Resident Evil, durante le sequenze live action Rebecca è interpretata da un'attrice di nome Linda.
- Nel libro Caliban Cove Rebecca dice chiaramente che il suo porta fortuna è una bandana rossa, nascosta sotto la frangetta tagliata corta.